# Summer melody
summer melody – pierwszy singel japońskiej piosenkarki Yukari Tamury, wydany 23 maja 2001 przez wytwórnię Konami Music Entertainment.

## Lista utworów
| Nr | Tytuł | Słowa | Kompozycja | Aranżacja      | Czas |
| -- | --- | ----- | ---------- | -------------- | ---- |
| 1. | "summer melody" | Karin | Acryl Vox  | Acryl Vox      | 4:34 |
| 2. | "A Day Of Little Girl ~Hime to usagi to oshaberi koneko~" (jap. A Day Of Little Girl 〜姫とウサギとおしゃべりこねこ〜)           | Karin | pri        | pri, Acryl Vox | 4:28 |
| 3. | "Aozora ni aitai" (jap. 青空にあいたい)                                                                                          | Karin | Acryl Vox  | Acryl Vox      | 3:41 |
| 4. | "summer melody" (Karaoke) |       | Acryl Vox  | Acryl Vox      | 4:34 |
| 5. | "A Day Of Little Girl ~Hime to usagi to oshaberi koneko~" (jap. A Day Of Little Girl 〜姫とウサギとおしゃべりこねこ〜) (Karaoke) |       | pri        | pri, Acryl Vox | 4:28 |
| 6. | "Aozora ni aitai" (jap. 青空にあいたい) (Karaoke)                                                                                |       | Acryl Vox  | Acryl Vox      | 3:41 |